# Karantina
Karantina (en arabe : الكرنتينا), familièrement appelé la Quarantaine, est un quartier du nord de la ville de Beyrouth, au Liban. Le quartier est situé à l'est du port de Beyrouth, qui l'encercle aussi au nord, à l'ouest du fleuve Nahr Beyrouth et au nord de l'autoroute Charles Helou et du quartier Achrafieh.
Karantina est une zone à usage mixte, résidentielle, commerciale et semi-industrielle, peuplée principalement de personnes à faible revenu. C'était aussi autrefois un immense  bidonville.

## Histoire et description
Le quartier tient son nom de la « quarantaine » car celle-ci était imposée aux voyageurs qui devaient se confiner dans un lazaret construit sur ordre d'Ibrahim Pacha dont les troupes occupèrent la Syrie et Beyrouth en 1832,. Le lazaret était administré par les consuls d'Autriche, du Danemark, d'Espagne, de France et de Grèce. 
En 1951, quelque 1 300 réfugiés palestiniens sont installés dans le secteur. Au début des années 1970, le quartier n'était plus devenu qu'un bidonville de 27 000 habitants — d'abord des Palestiniens et leurs descendants, mais aussi des immigrés et des chiites. Le quartier devient une base pour les groupes paramilitaires de l'OLP qui s'engagent dans des affrontements violents pendant la guerre de 1975-1990, ce qui provoque des répliques à répétition d'autres factions, en particulier les milices chrétiennes basées à Achrafieh. En janvier 1976, au pic de la première phase de la guerre, le quartier est le théâtre d'affrontements extrêmement violents dont le massacre de Karantina (1 500 victimes).
Les usines de Karantina étaient surtout spécialisées dans la production de verre, de meubles, de tuiles et de briques, de cuir, beaucoup ont été remplacées par la fabrication de produits métalliques, des tanneries et de l'artisanat et par le stockage de céréales dans des silos à grains.
Le quartier est l'un des plus pollués de la ville à cause de sa proximité avec le port de Beyrouth et des abattoirs, aujourd'hui fermés, et d'une usine de traitement de déchets « Ramco ».
La partie Sud du quartier près de l'autoroute accueille différentes entreprises commerciales comme le Forum de Beyrouth, qui fut le lieu du festival de rock de Beyrouth de 2009. La fameuse discothèque B 018 est également située dans le quartier, comme d'autres, par exemple le KED et le Grand Factory.
Des galeries d'art se sont récemment ouvertes à la Quarantaine, comme la galerie Art Factum de Joy Mardini dans une ancienne usine de métallurgie en 2011.
Le quartier de Karantina est largement affecté par les explosions au port de Beyrouth de 2020, une grande partie des constructions subit des dégâts importants.